# سد لمسا
سد لمسا (به لاتین: La Mesa Dam and Reservoir) یک سد در فیلیپین است که در کزون سیتی واقع شده‌است.